# 거긴 지금 몇시니?
거긴 지금 몇시니?(你那邊幾點, What Time Is It There?)는 프랑스에서 제작된 차이밍량 감독의 2001년 영화이다. 이강생 등이 주연으로 출연하였다.

## 출연

### 주연
- 이강생
- 묘천
- 장 피에르 레오
- 진상기
- 육혁정

## 제작진
- 미술: 협금첨